# 21e brigade mécanisée
Pour les articles homonymes, voir 21e brigade.
La 21e brigade mécanisée (en ukrainien : 21-ма окрема механізована бригада, abrégé de 21 ОМБр ; numéro d'unité militaire А4689) est une grande unité d'infanterie mécanisée de l'Armée de terre ukrainienne.

## Historique

### Création
Durant l'hiver 2022-2023, les Forces armées de l'Ukraine ont commencé à préparer une contre-offensive prévue pour la fin du printemps. Dans ce cadre, plusieurs nouvelles brigades ont été mises sur pied, équipées notamment avec du matériel fourni par les Occidentaux, ainsi qu'en partie entraînées par eux.
Parmi ces nouvelles unités, il y a la 21e brigade mécanisée, formée à partir du 21 janvier 2023, puis mise à l'entraînement. Elle a reçu des véhicules venant de Suède, des chars Strv 122 (la version suédoise du Leopard 2A5), des blindés de combat Strf 9040C (portant un canon de calibre 40 mm Bofors automatique) et des obusiers automoteurs Archer de calibre 155 mm, de quoi équiper une compagnie de chars, un des bataillons mécanisés et une batterie d'artillerie.

### Invasion russe de l'Ukraine

#### Secteur Lyman-Kreminna (juillet 2023 - août 2024)
En juillet 2023, des unités de la brigade sont déployées près du front dans l'oblast de Louhansk, dans les forêts à l'ouest de Kreminna : l'unité reste encore en seconde ligne. Elle continue à combattre dans la zone contestée entre Lyman et Kreminna dans les mois suivants, repoussant une attaque russe début janvier 2024 avec le 97e bataillon de la 60e brigade mécanisée. Durant cette période, elle reçoit des chars Leopard 2A6 de la 47e brigade mécanisée, permettant ainsi de compléter son bataillon blindé, auparavant équipé d'une seule compagnie de 10 Stridsvagn 122. Entre janvier et mars 2024, la brigade, appuyée par des unités adjacentes comme la 12e brigade spéciale « Azov », défend le secteur à l'est du village de Terny contre de nombreux assauts menés par quatre régiments russes, appartenant principalement à la 144e division de fusiliers motorisés de la Garde. Le 3 avril 2024, les soldats des 63e, 60e, 21e brigades mécanisées et de la 95e brigade d'assaut aérien traquent et détruisent un système lourd de lance-flammes TOS-1A « Solntsepyok »,, près du village de Ternivka (uk) situé à la frontière des oblasts de Louhansk et de Donetsk, avec des drones FPV.

#### Offensive dans l'oblast de Koursk (depuis septembre 2024)
À la mi-septembre, des éléments de la brigade sont transférés dans la région de Soumy, d'où ils participent à l'offensive ukrainienne dans l'oblast de Koursk, pénétrant sur le territoire russe au sud de Gluškovo avec le 225e bataillon d'assaut et des éléments de la 95e brigade d'assaut aérien afin d'attaquer l'arrière de la 155e brigade d'infanterie de marine de la Garde, menaçant d'encercler de nombreuses forces russes au sud de la rivière Seïm,.

## Structure

### Ordre de bataille
En mai 2024, l'ordre de bataille connu de la brigade est le suivant :
- État-major de la brigade,
  - 
    -  compagnie de protection du QG ;

  -  1er bataillon mécanisé ;
  -  2e bataillon mécanisé ;
  -  3e bataillon mécanisé ;
  -  34e bataillon de fusiliers (unité militaire A4032) ;
  -  38e bataillon de fusiliers (unité militaire A4036) ;
  -  408e bataillon de fusiliers (unité militaire A4807) ;
  -  408e bataillon de fusiliers (unité militaire A4840) ;
  -  Bataillon de chars ;
  -  Groupe d'artillerie de la brigade :
    - batterie de contrôle et d'acquisition de cibles ;
    - 1er bataillon d'artillerie automotrice [12] ;
    - 2e bataillon d'artillerie ;
    - Bataillon de lance-roquettes multiples (BM-21 Grad) ;
    - Bataillon anti-chars

  -  Bataillon antiaérien ;
  -  compagnie de reconnaissance ;
  -  Bataillon du génie ;
  -  Bataillon logistique ;
  -  Compagnie de transmissions ;
  -  Bataillon de maintenance ;
  -  Compagnie de radar (désignation d'objectifs) ;
  -  Compagnie médicale (soins et évacuation) ;
  -  Compagnie de protection NRBC.
  -  Bataillon de drones

### Matériel
Début avril 2023, la publication dans la presse de plusieurs documents américains fournit quelques informations sur l'équipement initial des nouvelles brigades ukrainiennes. La 21e brigade devait recevoir de février à avril : 20 véhicules blindés de combat de la famille CRV (T) britanniques ; 30 véhicules blindés Senator canadiens ; 20 Bulldog, 21 blindés Husky britanniques ; 10 M113 américains ; 30 chars T-64BV ukrainiens et 10 obusiers FH-70 de 155 mm italiens.
Il semblerait finalemement que la brigade ait été équipée de façon très différente :
- Bataillon de chars : dix Stridsvagn 122 fournis par la Suède avant d'être complétés par les Leopard 2A6 allemands retirés de la 47e brigade mécanisée ainsi que de Leopard 1A5DK.
- Bataillons mécanisés : CV-90 suédois et KTO Rosomak polonais
- Groupe d’artillerie : 2S1 Gvozdika et BM-21 Grad soviétique[11].